# Природні системи одиниць
Природна система одиниць — система одиниць у фізиці, визначена таким чином, що у ній фундаментальні сталі мали значення 1.
Природні одиниці використовуються для спрощення математичних записів і для того, щоб звести чисельні розрахунки до безрозмірнісних змінних.
В різних областях теоретичної фізики використовуються різні природні одиниці. Одну із спроб ввести природні одиниці зробив Макс Планк, визначивши одиниці Планка. За основу своєї системи одиниць він вибрав швидкість світла, сталу Планка і гравітаційну сталу. Однак одиниці Планка мають надто екзотичні й незручні для фізики значення.
Існує багато інших пропозицій щодо природних одиниць. Наприклад, в квантовохімічних обчисленнях найчастіше використовують атомну систему одиниць (систему Гартрі), в якій заряд електрона, маса електрона та стала Планка дорівнюють одиниці. Така система найпрактичніша для розв'язку стаціонарного рівняння Шредінгера в системах з фіксованими ядрами. В цій системі одиниць швидкість світла дорівнює {\displaystyle 1/\alpha }, де {\displaystyle \alpha } — стала тонкої структури.
В квантовій електродинаміці здебільшого використовуються природні системи одиниць, в яких одиниці дорівнюють швидкість світла, заряд електрона, і маса електрона або протона. В таких системах одиниць приведена стала Планка дорівнює {\displaystyle 1/\alpha }.